# Gustav Schlick
Friedrich Gustav Schlick (* 15. Mai 1804 in Leipzig; † 6. September 1869 in Loschwitz bei Dresden) war ein deutscher Porträt- und Genremaler, Illustrator und Lithograf.

## Leben
Schlick war ein Schüler der Leipziger Akademie bei Hans Veit Schnorr von Carolsfeld und bildete sich in Berlin und Paris weiter. In vier Bildern, die für den Sächsischen Kunstverein 1834 von Adolf Hohneck gestochen wurden, illustrierte er die Geschichte Gretchens in Goethes Faust. Eine Tragödie. Neben Illustrationen sind von ihm Bildnisse und Genreszenen bekannt. Er wohnte 1839 in der Kleinen Windmühlengasse Nr. 12 in Leipzig, ehe er 1861 nach Dresden umzog.
Werke (Auswahl)
- Gretchen im Dome ohnmächtig hinsinkend und Faust den Giftbecher ablehnend in der Kunstausstellung der Dresdner Akademie 1837
- Ankunft des Frühlings, Mittelalterlicher Wanderer und Heimkehr des Schnitters und seines Enkels in der Kunstausstellung der Dresdner Akademie 1865

Zeichnungen
- Friedrich von Schiller. Gestochen von L. Siohling.
- 1845: Verkleinerte Zeichnungen der B. Neher’schen Kartons zu den Wandgemälden des Schillerzimmers im Weimarer Schloss
  - Die Jnngfrau von Orleans, Die Braut von Messina, Der Graf von Habsburg … in Lepkes Berliner Kunstauktion 1877 angeboten
- 1858: Der Leipziger Mater Knupfer als Lehrer Jan Steen’s. (Holzschnitt von A. Gaber)
- Johann Sebastian Bach Lithografie
- 1869: Julius Rietz Lithografie
- Scenen nach Goethes Faust 13 Bileistiftzeichnungen

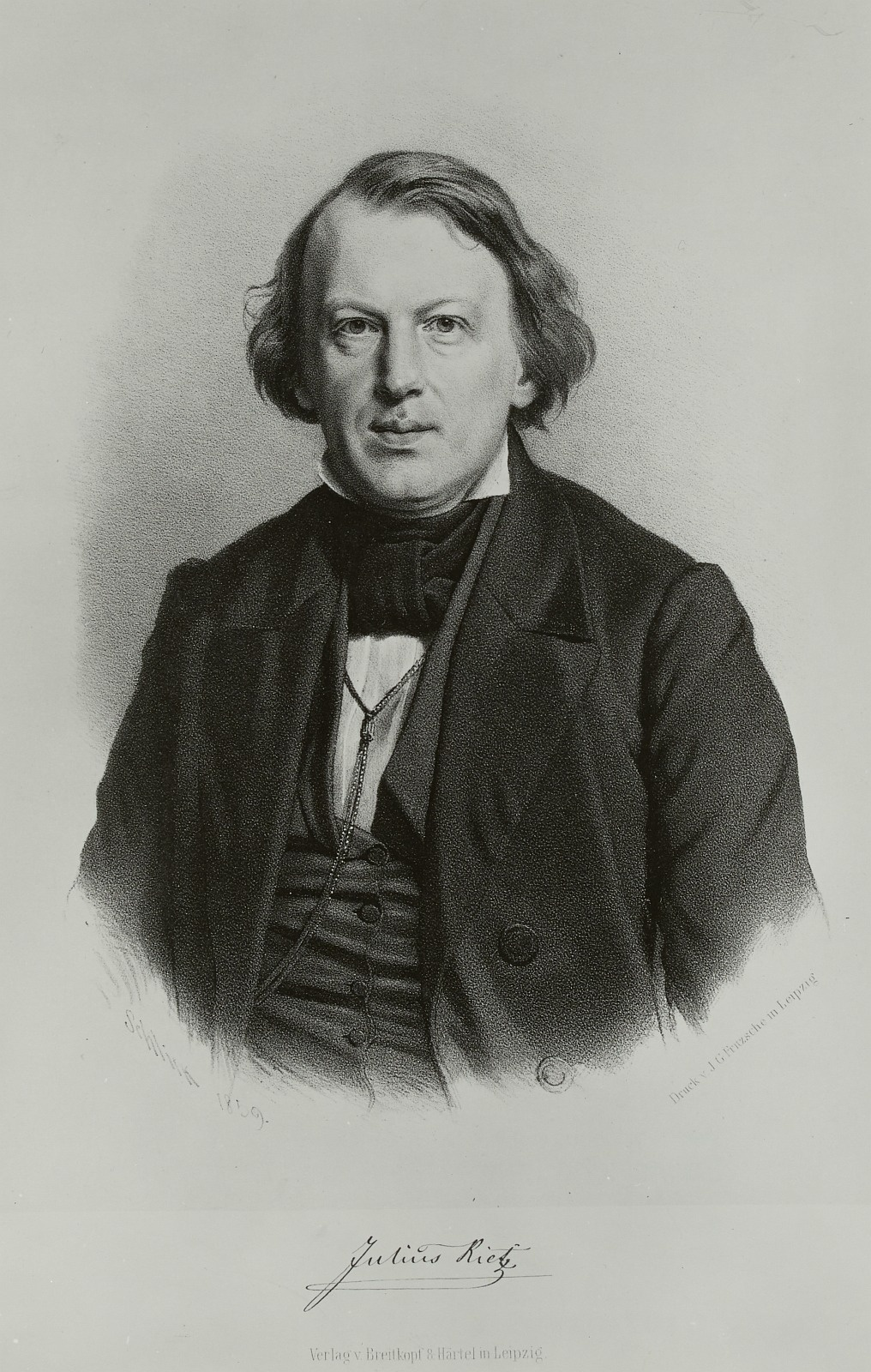
Julius Rietz
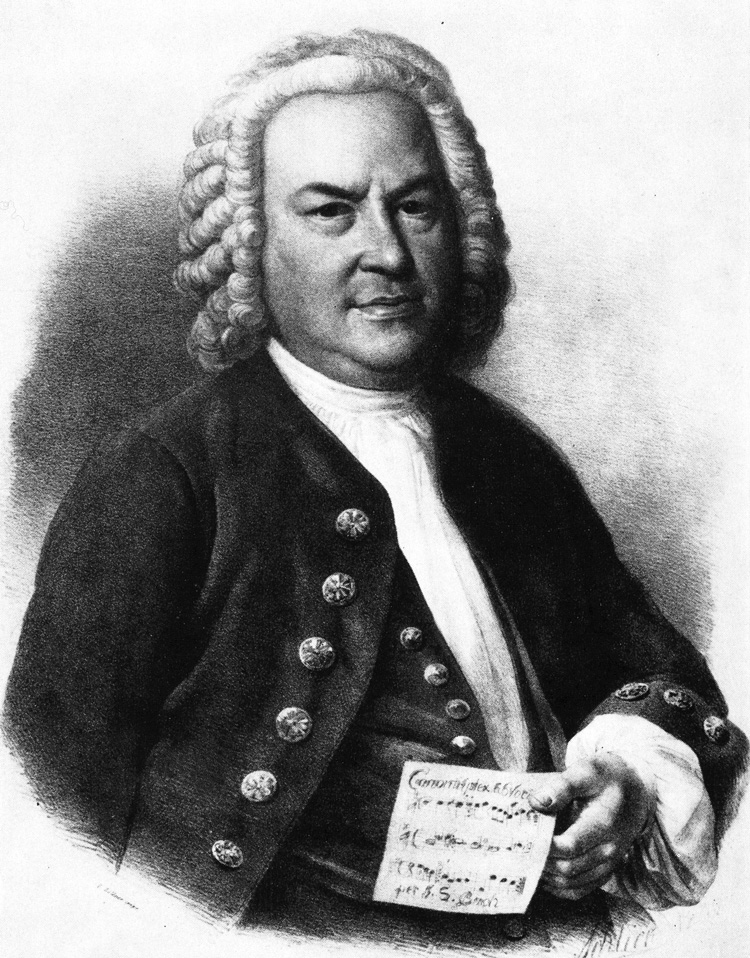
Johann Sebastian Bach
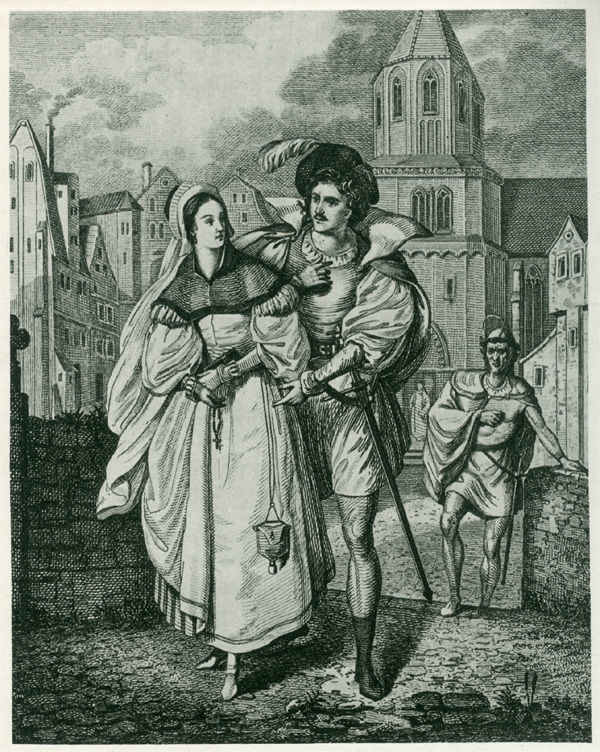
Faust zu Gretchen: Mein schönes Fräulein, darf ich wagen …